# سینمای اروگوئه

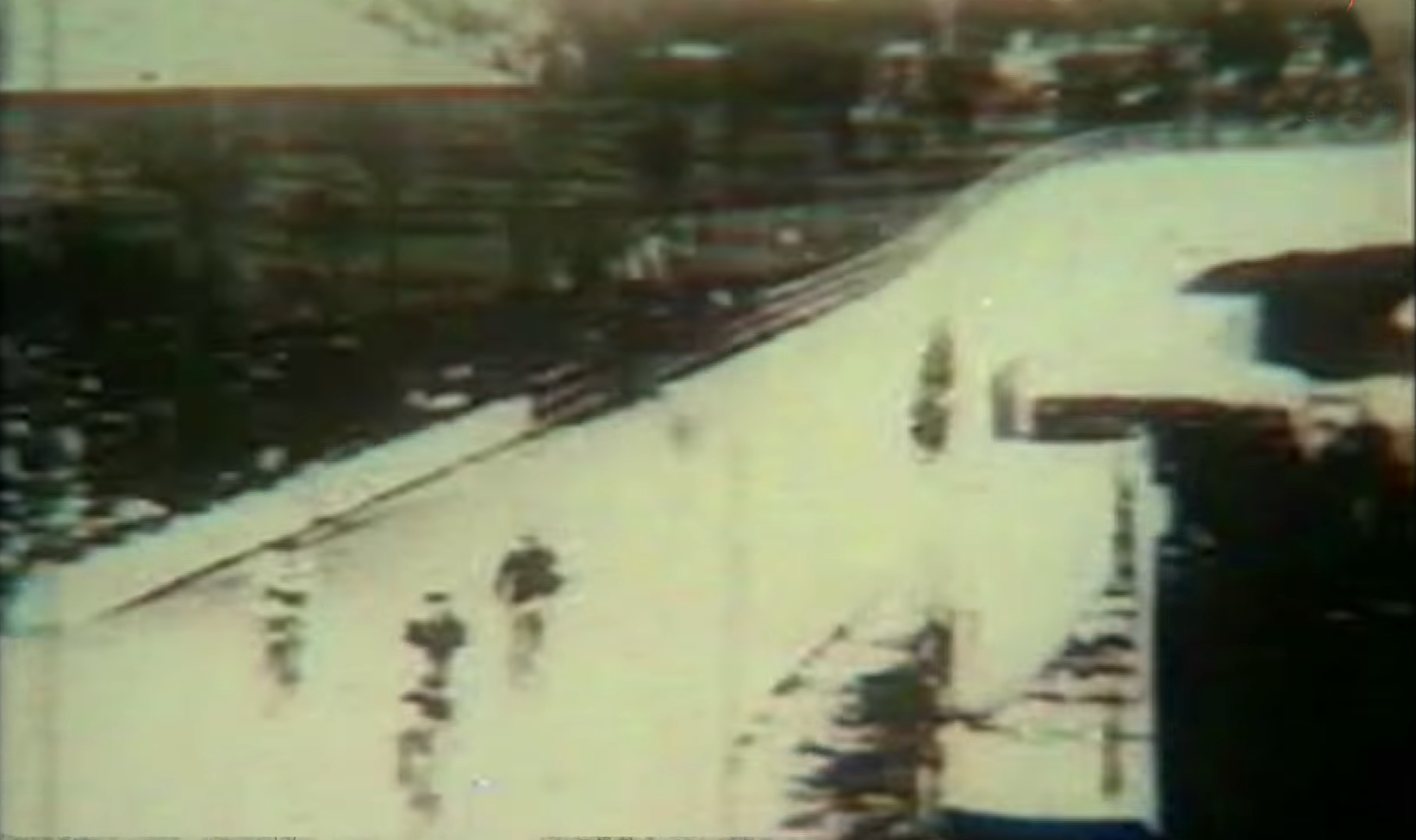
دوچرخه سوار اولین فیلم دو حلقه‌ای تاریخ سینمای اروگوئه ۱۸۹۸

سینمای اروگوئه نقشی مهم در فرهنگ این کشور دارد و به عنوان بخشی کوچک اما پویا از سینمای آمریکای لاتین محسوب می‌شود. اروگوئه علی‌رغم کوچکی در میان کشورهای آمریکای جنوبی دارای یک بدنه سینمایی قوی است و همین پیشینه باعث شده فرهنگ و سنت مردم اروگوئه با فیلم و سینما رابطه تنگاتنگی داشته باشد. در ۳ دهه اخیر سینمای اروگوئه رشد پرسرعتی را تجربه کرده‌است و افزایش سرانه تولید فیلم و حضور مستمر در جشنواره‌های بین‌المللی باعث شده سینمای این کشور در سطح جهانی شناخته شود.

## پیشینه و پیشگامان
در سالهای اولیه ظهور سینما، تجار اتاق بازرگانی مونته‌ویدئو که در پاریس اقامت داشته و علایق فرهنگی نیز داشتند با ژان لوئیس لومیر آشنایی پیدا کردند. این آشنایی سبب شد که برخی وسایل و دوربین فیلمبرداری توسط فلیکس اولیویه از شرکت برادران لومیر خریده شود. اولیویه در مونته ویدئو یک استودیوی کوچک به نام سایکلکس تأسیس کرد و نتیجه این اقدام تولید اولین فیلم ۲ حلقه‌ای کوتاه در سال ۱۸۹۸ است. فیلمی با نام دوچرخه سوار که فلیکس اولیویه فرانسوی تهیه‌کننده و کارگردان آن بود. نمایش این فیلم با موفقیت فراوان همراه بود و باعث شد توجه مردم به سینما دو چندان شود.
از ۱۹۰۰ تا ۱۹۲۶ فلیکس اولیویه تعدادی فیلمبردار آرژانتینی و اروگوئه‌ای تربیت کرد و فیلمسازی در استودیو سایکلکس رونق گرفت. از مهم‌ترین این فیلمسازان، هنری کلوبیسیه قابل اشاره است. فیلمسازان آرژانتینی تا اواخر دهه ۵۰ حضور‍ پررنگ خود را در سینمای اروگوئه حفظ کردند. با این حال همه این تولیدات محصول سرمایه‌گذاری دیگران بودند و تا سال ۱۹۳۶ هنوز اولین فیلم ملی اروگوئه تولید نشده بود. اگرچه استودیو سایکلکس به عنوان یک مکان شناخته شده سینمایی در اروگوئه شهرت یافته بود.

## سهم فوتبال در اعتلای سینمای اروگوئه
فوتبال همواره در اروگوئه به عنوان ورزش ملی شناخته شده‌است. ۲ قهرمانی در بازی‌های تابستانی فوتبال المپیک در سال‌های ۱۹۲۸ آمستردام و ۱۹۳۶ برلین و ۲ قهرمانی در جام جهانی فوتبال در سال‌های ۱۹۳۰ اروگوئه و ۱۹۵۰ برزیل مهم‌ترین دلیل این مدعااست. از ۱۹۲۵ تا فراگیر شدن تلویزیون در اروگوئه طی دهه ۶۰، تمامی بازی‌های تیم ملی فوتبال اروگوئه ضبط و در سینماها به نمایش درمی‌آمد. این مهم باعث شد مردم این کشور بیش از پیش با اهمیت پرده بزرگ سینما آشنا شوند.

## سینمای مدرن اروگوئه
تا ابتدای ۱۹۹۰ بازسازی‌های تلویزیونی و اجراهای تئاتری آثار سینمایی این کشور را تشکیل می‌داد. در این دهه سینماگرانی مانند لئوناردو ریگاگنی با فیلم الچه ور و بازیگرانی مانند هوگو فاتوریوس به سینمای جهان معرفی شدند و تولید آثار مشترک با کشورهای همسایه شتاب گرفت.
فیلم‌های شاخص ۲ دهه اخیر سینمای اروگوئه که در اروپا و آمریکای شمالی نیز اکران شدند آخرین قطارساخته دیه گو آرسواگا، زندگی مفید ساخته فدریکو وروجی، ویسکی ساخته خوان پابلو ربلا و پابلو استال و انیمیشن آنینا قابل اشاره هستند.

## جشنواره فیلم اروگوئه
سینمای اروگوئه جشنواره بین‌المللی فیلم نیز دارد. جشنواره فیلم اروگوئه در آوریل ۱۹۸۳ پایه‌گذاری شد و در بین کشورهای آمریکای جنوبی و کشورهای اسپانیایی زبان بسیار معتبر است. جشنواره فیلم‌های مستقل سالتو نیز از دیگر فستیوال‌های مهم این کشور است.

## آمار و ارقام
در حال حاضر تعداد سالن‌های سینماها در اروگوئه ۶۱ عدد، جمعیت سینمارو حدود ۲ میلیون و۳۰۰ هزار نفر و آمار سرانه تولید فیلم بلند نیز ۱۱ اثر است.